# Xã Magnolia, Quận Rock, Minnesota
Xã Magnolia (tiếng Anh: Magnolia Township) là một xã thuộc quận Rock, tiểu bang Minnesota, Hoa Kỳ. Năm 2010, dân số của xã này là 212 người.